# Динст, Готтфрид
Го́ттфрид Динст (нем. Gottfried Dienst; 9 сентября 1919, Базель — 1 июня 1998, Берн) — швейцарский футбольный судья. Обслуживал финальные матчи чемпионата мира, Европы, Кубка чемпионов и Кубка ярмарок.

## Карьера
Обслуживал финалы Кубка чемпионов 1961 и 1965, финал Кубка Ярмарок 1965, а также финальные матчи чемпионата мира 1966 и Европы 1968.
В 1960-е годы считался одним из лучших арбитров Европы. Он обслуживал матчи Чемпионата мира 1962 года.
В 1966 году судил финал чемпионата мира 1966 года, который состоялся 30 июля, в котором хозяин чемпионата сборная Англии, встретилась с сборной ФРГ. Основное время матча завершилось со счетом 2:2. В дополнительное время произошёл эпизод, споры вокруг которого продолжаются до сих пор. Во время одной из атак хозяев Джеффри Херст мощно пробил по воротам. Мяч, попав в перекладину, отразился то ли на линии, то ли за ней и отскочил в поле. Динст после совещания с лайнсменом, советским арбитром Тофиком Бахрамовым зафиксировал взятие ворот.
Несмотря на возможную ошибку, Динст через два года доверили обслуживание финала Чемпионата Европы 1968, который снова завершился скандалом. Динста обвинили в благосклонном отношении к хозяевам турнира сборной Италии. В первом тайме он не дал пенальти, когда защитник хозяев Джорджо Феррини снес Добривое Тривича, ворвавшийся в штрафную. В конце второго тайма он отменил чистый гол, забитый после сольного прохода Драгана Джаича, а через несколько минут он помог хозяевам сравнять счет. Югославы сфолили неподалёку от своей штрафной. «Стенка» югославов ещё не была построена, но Анджело Доменгини, не дождавшись свистка, ударил по воротам гостей. Вратарь, который занимался построением стенки, смог только проследить за полетом мяча в угол ворот. В таких случаях принадлежало повторить удар, но арбитр указал на центр. Счёт стал 1:1. Дополнительное время также не выявило победителя: больше не было забито ни одного мяча. По регламенту соревнований при ничейном счете в овертайме должна была состояться переигровка, которую уже обслуживал другой арбитр.
В том же году завершил карьеру арбитра. Всего отсудив в 28 международных матчах, 42 еврокубковых матчах и 252 матчах чемпионата.